# Руни, Салли
Салли Руни (англ. Sally Rooney; род. 20 февраля 1991 года) — ирландская писательница и сценарист. Её дебютный роман «Разговоры с друзьями» был опубликован в 2017 году. Затем в 2018 году был опубликован роман «Нормальные люди». «Нормальные люди» был адаптирован в сериал в 2020 году.

## Биография
Руни родилась в Каслбаре, графство Мэйо, в 1991 году. Её отец Киран Руни работал в компании Telecom Éireann, а мать Мэри Фарелл руководила центром искусств. Салли изучала английский язык в Тринити-колледже Дублина (TCD). Она получила степень по американской литературе, а в 2013 году окончила магистратуру.
Ещё студенткой она участвовала в дебатах в университете и в итоге заняла ведущее место на чемпионате Европы по дебатам среди университетов в 2013 году. Прежде чем стать писательницей, она работала в ресторане в должности администратора.
Руни написала свой первый роман, который назвала «абсолютным мусором», когда ей было 15 лет. Регулярно писать она начала в конце 2014 года. Свой дебютный роман «Разговоры с друзьями» она завершила, когда ещё училась на магистра американской литературы. Руни рассказывала, что написала 100 000 слов книги всего за три месяца.
В 2015 году её эссе «Даже если ты победишь меня» о том, как она была участником дебатов на чемпионате Европы, увидела агент Трейси Бохан из агентства Wylie Agency и связалась с Руни. Руни дала Бохан рукопись, и та разослала её издателям, получив семь откликов.
Руни подписала контракт с Трейси Бохан, право публикации романа «Разговоры с друзьями» было выставлено на аукцион и в конечном итоге было продано в 12 странах. Роман был опубликован в июне 2017 года издательством Faber and Faber. Он был номинирован на Международную премию Дилана Томаса Университета Суонси 2018 года и премию Folio Prize 2018 года, а также получил награду Sunday Times / Peters Fraser & Dunlop Young Writer of the Year 2017 года.
Второй роман Руни под названием «Нормальные люди» был опубликован в сентябре 2018 года издательством Faber & Faber. В романе Руни рассказывает историю двух главных героев её рассказа «В клинике» и исследует их отношения. В июле 2018 года «Нормальные люди» вошли в лонг-лист Букеровской премии. 27 ноября 2018 года её работа получила премию Irish Book Awards как «Лучший ирландский роман года» и была названа «Книгой года Waterstones» в 2018 году. В январе 2019 года роман выиграл премию Costa Novel (ранее Whitbread). Он был номинирован на премию Дилана Томаса 2019 года и женскую премию за художественную литературу 2019 года.
Роман был преобразован в сериал из 12 серий, производством занимались BBC Three и онлайн-платформа Hulu. Сериал поставили Ленни Абрахамсон и Хетти Макдональд.
В феврале 2020 года появилось сообщение, что роман «Разговоры с друзьями» будет превращен в 12-серийный мини-сериал BBC Three / Hulu. Съемками шоу займется творческая группа, работавшая над «Нормальными людьми», режиссёр Ленни Абрахамсон и соавтор сценария Элис Берч.
Салли Руни замужем за учителем математики Джоном Прасифкой.
| Год  | заглавие             | Роль                                | Примечания                 |
| ---- | -------------------- | ----------------------------------- | -------------------------- |
| 2020 | Нормальные люди      | Сценарист / Исполнительный продюсер | 12 серий: Hulu и BBC Three |
| 2022 | Разговоры с друзьями | Исполнительный продюсер             | 12 серий: Hulu и BBC Three |

## Общественная позиция
Руни называет себя феминисткой и марксисткой. Оба её родителя-социалиста привили дочери социалистические ценности. Руни считает, что её работы носят марксистский характер, а также отметила, что её герои, как правило, живут в экономически нестабильных условиях, несмотря на то, что часто имеют высшее образование. Феминистские темы послужили популярности и высоким продажам книг Руни в Китае, где они стали бестселлерами.
Во время референдума 2018 года о законности абортов в Ирландии Руни проводила кампанию по голосованию «За».
12 октября 2021 года Салли Руни заявила, что не хочет, чтобы «Прекрасный мир, где ты» была опубликована на иврите израильской компанией в связи с тем, что писательница поддерживает бойкот Израиля. В отместку две израильские сети книжных магазинов объявили об отзыве всех книг Руни со своих полок в начале ноября. Израильский издатель Руни заявил, что продолжит продавать её книги. Впоследствии в письме, составленном Artists for Palestine UK (Художники Великобритании за Палестину), 70 писателей и издателей, в том числе Кевин Берри, Рэйчел Кушнер, Джефф Дайер, Панкадж Мишра, Кармен Каллил и Ахдаф Суэйф, заявили о своей поддержке Руни. В октябре 2024 года Руни и более 5500 других писателей подписали открытое письмо, в котором пообещали не сотрудничать с израильскими культурными учреждениями.

## Награды
- 2017 — Молодой писатель года, согласно Sunday Times[15].
- 2018 — Премия Irish Book Awards[англ.] в номинации «Роман года» за роман «Нормальные люди»[49].
- 2018 — Премия Коста за роман «Нормальные люди»[50].
- 2019 — Encore Award[англ.] за роман «Нормальные люди»[51].
- 2020 — Dalkey Literary Awards за роман «Прекрасный мир, где же ты»[52].
- 2024 — Писатель года по признанию Irish Book Awards[53].

Журнал Time в 2022 году назвал Руни одним из 100 самых влиятельных людей в мире.